# ティモシー・シャラメ
ティモシー・シャラメ（Timothée Hal Chalamet, 1995年12月27日 - ）は、アメリカ合衆国とフランスの俳優。日本での愛称は「ティム」、「ティミー」。またプリンス・オブ・ハリウッドとも称される。
2017年の映画『君の名前で僕を呼んで』で、20歳で演じたエリオ役が世界的に絶賛され一気にスターダムに駆け上がった。第90回アカデミー賞主演男優賞にノミネート、2024年ボブ・ディランの伝記映画『名もなき者/A COMPLETE UNKNOWN』で 第97回アカデミー賞主演男優賞に20代で二度目のノミネートとなり、ジェームズ・ディーン以来70年ぶりの快挙となった。2025年、全米映画俳優組合賞(第31回SAG賞)では史上最年少で主演男優賞を受賞した。ティモテ・シャラメやティモティー・シャラメと表記されることもある。

## 生い立ち
アメリカ合衆国ニューヨーク州マンハッタンにあるヘルズ・キッチンで生まれる。父はフランス人で国際連合児童基金エディター、母は元ブロードウェイのダンサーで不動産ブローカーのロシア由来のユダヤ系アメリカ人。フランスとアメリカ合衆国の二重国籍でバイリンガル。姉ポーリーンは女優でフランス在住。本人は自身の名前について、フランス風に「ティモテー」と発音すると述べている。
ヘルズ・キッチンで育つが、幼少の頃からフランスに滞在することが多かった（1年の内4ヶ月以上をフランスで過ごしたという）。マンハッタンにある芸術系の高校フィオレロ・H・ラガーディア高校で学び、卒業後、コロンビア大学に入学。それからニューヨーク大学に編入した。

## キャリア
幼少期から様々なコマーシャル出演を経て2008年に短編映画出演を果たし、翌2009年にはテレビドラマ『ロー&オーダー』やテレビ映画『Loving Leah』に出演した。
2012年に放映されたテレビドラマ『救命医ハンク セレブ診療ファイル』のシーズン3,4にて計4話出演し、さらに同年放映のテレビドラマ『HOMELAND』のシーズン2では副大統領の息子のフィン・ウォルデン役を演じる。2014年の映画『ステイ・コネクテッド〜つながりたい僕らの世界』にダニー・ヴァンス役で出演を果たし、同年にSF映画『インターステラー』で、主人公クーパー（演：マシュー・マコノヒー）の息子トムの若い頃を演じる。それから2015年の映画『クーパー家の晩餐会』にシャーロットとサムの孫チャーリー役で出演している。
2017年、ルカ・グァダニーノ監督の映画『君の名前で僕を呼んで』で主演を務めると演技を絶賛され、21歳という若さで第90回アカデミー賞で主演男優賞にノミネートされた。これはジャッキー・クーパー、ミッキー・ルーニーに次いで、史上3番目の若さである。また本作の役作りでイタリア語を勉強し、劇中では英語、フランス語と合わせて3ヶ国語を話している。
その翌年、2018年には『ビューティフル・ボーイ』で薬物依存症から抜け出そうと奮闘する少年を演じ、第76回ゴールデングローブ賞助演男優賞や、第72回英国アカデミー賞助演男優賞にノミネートされた。
2022年9月ヴェネツィア国際映画祭でも背中が大胆に開いたホルタージャンプスーツが話題になりそのファッションが度々注目され、英VOGUE10月号に創刊106年の歴史で男性初の表紙を飾った。
また同誌10月号に2018年にレオナルド・ディカプリオから「ハードドラッグはやらない、スーパーヒーロー映画には出演しない」とキャリアを長続きさせるための助言を受けたことを語った。
2023年、米バラエティ番組「サタデー・ナイト・ライブ」にて、イスラエルとハマスの紛争をジョークにしたコントを披露し、物議を醸した。
2024年、『ウォンカとチョコレート工場のはじまり』や『デューン 砂の惑星PART2』などのワーナー・ブラザース作品を大ヒットに導いたことで、主演俳優及びプロデューサーとして、ワーナー・ブラザースと複数年にわたるファーストルック契約を結んだことが報じられた。
同年、ボブ・ディランの伝記映画『名もなき者/A COMPLETE UNKNOWN』の主演を務める。本作を鑑賞したボブ・ディランがシャラメの演技を賞賛し、第97回アカデミー賞では二度目の主演男優賞にノミネートされた。20代のうちに主演男優賞に2度ノミネートされるのは、ジェームズ・ディーン以来70年ぶりの快挙となった。また、全米映画俳優組合賞ではニコラス・ケイジの記録を抜き、史上最年少で主演男優賞を受賞した。

## 人物
2025年3月2日アカデミー賞授賞式、交際中のカイリー・ジェンナーを同伴。
5月7日（現地時間）、ローマ開催の第70回ダヴィッド・ディ・ドナテッロ賞でレッドカーペットデビューを果たした。
影響を受けた俳優　ヒース・レジャー、ホアキン・フェニックス。

## 出演作品
※太字表記は主演。

### 映画

#### 劇場公開映画
| 年   | 題名                                                                                    | 役名                             | 備考 | 吹き替え           |
| ---- | --------------------------------------------------------------------------------------- | -------------------------------- | --- | ------------------ |
| 2014 | ステイ・コネクテッド〜つながりたい僕らの世界 Men, Women & Children                      | ダニー・ヴァンス                 | 日本劇場未公開 | （吹き替え版なし） |
| 2014 | インターステラー Interstellar                                                           | 若い頃のトム・クーパー           | | 上村祐翔           |
| 2014 | Worst Friends                                                                           | 若い頃のサム                     | N/A |                    |
| 2015 | シークレット・チルドレン 禁じられた力 One & Two                                         | ザック                           | （吹き替え版なし） |                    |
| 2015 | サスペクツ・ダイアリー すり替えられた記憶 The Adderall Diaries                          | 若い頃のスティーヴン・エリオット | 日本劇場未公開 |                    |
| 2015 | クーパー家の晩餐会 Love the Coopers                                                     | チャーリー・クーパー             | | 駒田航             |
| 2016 | マイ・ビューティフル・デイズ Miss Stevens                                               | ビリー・ミットマン               | （吹き替え版なし） |                    |
| 2017 | 君の名前で僕を呼んで Call Me by Your Name                                               | エリオ・パールマン               | アカデミー賞主演男優賞ノミネート ゴールデングローブ賞主演男優賞 (ドラマ部門)ノミネート 英国アカデミー賞主演男優賞ノミネート 全米映画俳優組合賞主演男優賞ノミネート クリティクス・チョイス・アワード主演男優賞ノミネート インディペンデント・スピリット賞主演男優賞受賞 ニューヨーク映画批評家協会賞主演男優賞受賞 ロサンゼルス映画批評家協会賞主演男優賞受賞 ロンドン映画批評家協会賞主演男優賞受賞 ナショナル・ボード・オブ・レビュー賞新人男優賞受賞 シカゴ映画批評家協会賞主演男優賞受賞 シカゴ映画批評家協会賞若手俳優賞受賞 フロリダ映画批評家協会賞主演男優賞受賞 カンザスシティ映画批評家協会賞主演男優賞受賞 オースティン映画批評家協会賞主演男優賞受賞 オースティン映画批評家協会賞若手俳優賞受賞 | 入野自由           |
| 2017 | HOT SUMMER NIGHTS/ホット・サマー・ナイツ Hot Summer Nights                              | ダニエル・ミドルトン             | | 入野自由           |
| 2017 | レディ・バード Lady Bird                                                                | カイル・シャイベ                 | 菅原雅芳 |                    |
| 2017 | 荒野の誓い Hostiles                                                                     | フィリップ・デジャルダン二等兵   | 古沢勇人 |                    |
| 2018 | ビューティフル・ボーイ Beautiful Boy                                                    | ニック・シェフ                   | ゴールデングローブ賞助演男優賞ノミネート 英国アカデミー賞助演男優賞ノミネート | 入野自由           |
| 2019 | レイニーデイ・イン・ニューヨーク A Rainy Day in New York                                | ギャツビー・ウェルズ             | | （吹き替え版なし） |
| 2019 | ストーリー・オブ・マイライフ/わたしの若草物語 Little Women                              | セオドア・“ローリー”・ローレンス | 入野自由 |                    |
| 2021 | フレンチ・ディスパッチ ザ・リバティ、カンザス・イヴニング・サン別冊 The French Dispatch | ゼフィレッリ                     | 加藤ルイ |                    |
| 2021 | DUNE/デューン 砂の惑星 Dune                                                             | ポール・アトレイデス             | 入野自由 |                    |
| 2022 | ボーンズ アンド オール Bones & All                                                      | リー                             | 兼製作 | （吹き替え版なし） |
| 2023 | ウォンカとチョコレート工場のはじまり Wonka                                              | ウィリー・ウォンカ               | | 花村想太           |
| 2024 | デューン 砂の惑星PART2 Dune: Part Two                                                   | ポール・アトレイデス             | 入野自由 |                    |
| 2024 | 名もなき者/A COMPLETE UNKNOWN A Complete Unknown                                        | ボブ・ディラン                   | 兼製作 アカデミー賞主演男優賞ノミネート ゴールデングローブ賞主演男優賞 (ドラマ部門)ノミネート 英国アカデミー賞主演男優賞ノミネート クリティクス・チョイス・アワード主演男優賞ノミネート 全米映画俳優組合賞主演男優賞受賞 ボストン映画批評家協会賞主演男優賞受賞 | （吹き替え版なし） |
| 2025 | Marty Supreme                                                                           | マーティ                         | 兼製作 |                    |
| 2026 | Dune: Part Three                                                                        | ポール・アトレイデス             | |                    |
| TBA  | High Side                                                                               | ビリー                           | |                    |

#### WEB配信映画
| 年   | 題名                                        | 役名        | 配信局  | 備考     | 吹き替え   |
| ---- | ------------------------------------------- | ----------- | ------- | -------- | ---------- |
| 2019 | キング The King                             | ヘンリー5世 | Netflix |          | 立花慎之介 |
| 2021 | ドント・ルック・アップ Don't Look Up        | ユール      | Netflix | 入野自由 |            |
| 2022 | キッド・カディ: Entergalactic Entergalactic | ジミー      | Netflix | 声の出演 | 河西健吾   |

### テレビ
| 年        | 題名                                         | 役名                       | 備考                               | 吹き替え           |
| --------- | -------------------------------------------- | -------------------------- | ---------------------------------- | ------------------ |
| 2009      | ロー&オーダー Law & Order                    | エリック・フォーリー       | シーズン19第10話「学生社交クラブ」 |                    |
| 2012      | 救命医ハンク セレブ診療ファイル Royal Pains  | ルーク                     | 計4話出演                          |                    |
| 2012      | HOMELAND Homeland                            | フィン・ウォルデン         | 計8話出演                          |                    |
| 2020-2025 | サタデー・ナイト・ライブ Saturday Night Live | 本人（ホストとカメオ出演） | 計4話出演                          | （吹き替え版なし） |

## 日本語吹き替え
『君の名前で僕を呼んで』以降、入野自由が大半の作品で声を担当している。
入野は同作で担当した際に、「男性女性に関わらず魅了されるルックスをしていますし、当時ティモシーは20歳ぐらいでしたが、大人でも子供でもない曖昧な年頃の心の機微を巧みに表現していて引き込まれました。」と、ティモシーのファンになったことを公言している。また、ティモシーの魅力については「生来の色気を持っている人だと思うのですが、それがどんどん洗練されていっている感じがします。どの作品もティモシーでありながら、ティモシーではない。それぞれの役で色気の出し引きをコントロールしているような感じがあるんですよね。ほんとに魅力的で、謎めいた俳優だと思います。」と評価しており、吹替を通して共に歩んできたことから現在では「彼と一緒に歩んでいる気持ちもあります。」と一心同体になっていることも明かした。
このほかにも、上村祐翔、駒田航、立花慎之介、菅原雅芳、古沢勇人、花村想太なども声を当てている。